# ウイング土屋
ウイング土屋（ウイングつちや）とは、千葉県成田市の地名。郵便番号286-0029。

## 地理
成田市の旧市街地に隣接し、成田山新勝寺の裏側、JR成田駅及び、京成成田駅から約2km、成田国際空港から約6kmの場所に位置する。総面積37.0haが主に商業・業務拠点としての都市空間の形成を目的として造成された。

### 事業
- 事業名称：成田市土屋土地区画整理事業
- 施行者：成田市土屋土地区画整理組合
- 設立認可公告日：平成4年10月2日
- 事業年度：平成4年度 - 平成16年度
- 施行面積：37.0ha
- 計画人口：180人

## 歴史

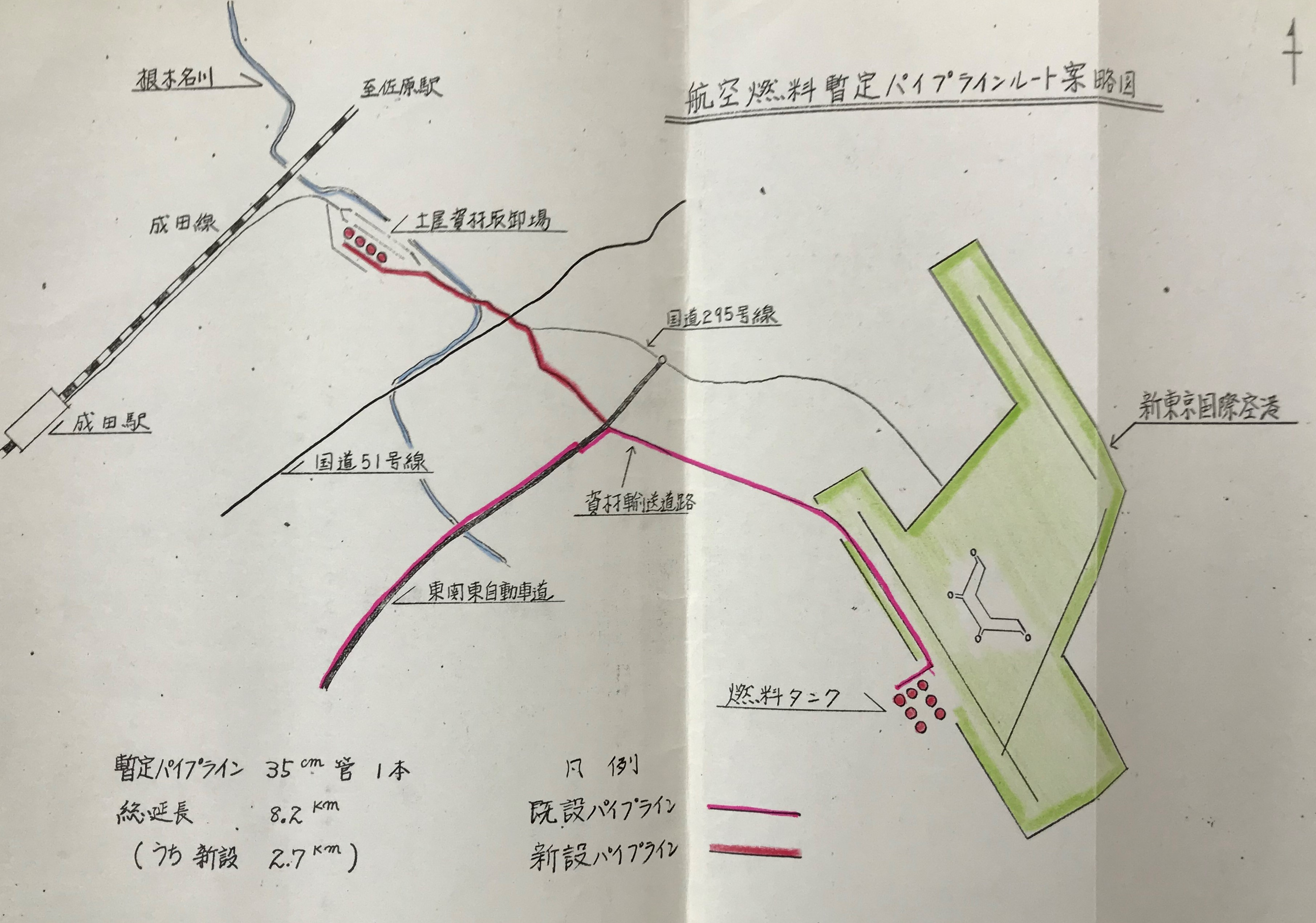
航空燃料暫定パイプラインルート案略図（国立公文書館蔵）

かつては田園風景の広がる地区であったが、成田空港（当時の正式名称は新東京国際空港）の閣議決定以降、新東京国際空港公団によって空港建設のための資材輸送基地とされており、関東一円からの砕石や千葉港を経由する砂・砂利・セメントなど、年間約200万トンもの資材が鉄道で運び込まれ、ダンプカーに積み替えて工事現場に輸送された。さらに開港後は本格パイプラインが稼働するまでの暫定輸送の基地（鉄道で運ばれた航空燃料を中継し、暫定パイプラインで空港に油送）として使用されていた。
その後、空港公団より基地用地が返還され、原状回復工事が1985年（昭和60年）5月に完了する。返還された土地（11ヘクタール）で区画整理事業が始まるが、事業用地が狭い為、周辺の地域を加えた37ヘクタールで1985年（昭和60年）9月、土屋土地区画整理事業発起人会が設立された。
1992年（平成4年）10月、成田市土屋土地区画整理組合が認可されるが、バブル景気の崩壊と共に事業が低迷した。1996年（平成8年）に業務代行会社が撤退し、事実上事業停止状態に陥る。その後、1997年（平成9年）にイオン興産（現・イオンモール）より出店申込みが行われ、事業が前進。2004年（平成16年）に事業が完了した。

### 沿革
- 1966年（昭和43年）7月 - s:新東京国際空港の位置及び規模について閣議決定。
- 1968年（昭和43年）1月 - 成田空港資材輸送基地を土屋地先とする説明会が行われる。
- 1970年（昭和45年）4月 - 資材輸送線開通。
- 1978年（昭和53年）
  - 3月 - 航空燃料暫定輸送開始。
  - 5月 - 成田空港開港。
- 1983年（昭和58年）8月 - 暫定輸送終了（本格パイプライン稼働）。
- 1985年（昭和60年）
  - 5月 - 土屋基地原状回復工事完了。
  - 9月 土屋土地区画整理事業発起人会設立。
- 1991年（平成3年）3月 - 土屋地先が市街化区域へ編入。
- 1992年（平成4年）10月 - 土屋土地区画整理事業認可。
- 1995年（平成7年）
  - 6月 - 戸田建設と整地工事請負契約締結。
  - 7月 起工式挙行。
- 1996年（平成8年）
  - 1月 - 業務代行会社が事業から撤退。
  - 4月 出展企業申込み募る。
- 1997年（平成9年）
  - 3月 - 事業計画の変更・認可。
  - 4月 - イオン興産より出店申込。
  - 7月 - 事業計画説明会。
  - 10月 - イオン興産、大規模小売店舗法第3条届出。
- 1998年（平成10年）
  - 6月 - 事業計画の変更・認可。
  - 8月 - 成田市都市計画審議会。
  - 12月 - 用途地域等の変更と地区計画の決定・告示。
- 1999年（平成11年）6月 - 事業計画の変更・認可。
- 2000年（平成12年）3月 - 中核施設となるイオン成田ショッピングセンター（現・イオンモール成田）オープン。
- 2002年（平成14年）3月 - ヒューマックスパビリオン成田（シネマコンプレックス）オープン。
- 2004年（平成16年）
  - 6月 - ケーズデンキ成田本店オープン。
  - 8月31日 - 換地処分の公告に伴い、町名が「ウイング土屋」となる。

## 小・中学校の学区
市立小・中学校に通う場合、学区は以下の通りとなる。
| 番地 | 小学校               | 中学校             |
| ---- | -------------------- | ------------------ |
| 全域 | 成田市立美郷台小学校 | 成田市立成田中学校 |

## 交通
- 地内に都市計画道路3路線が整備されている。
- 国道408号 - 本地区の南側を東西に走る。
- 京成成田空港線 - 本地区の北側を東西に走る。本地区内に「仮称・土屋駅」用の駅前ロータリーが土地区画整理事業によって整備されている。2023年現在も駅設置については京成電鉄・成田空港高速鉄道・成田高速鉄道アクセス・成田国際空港株式会社・成田市・千葉県などで構成する研究会が発足しているに留まる。

## 施設
- イオンモール成田
- ヒューマックスパビリオン成田（シネマコンプレックス）
- MEGAドン・キホーテ成田店
- ケーズデンキ成田本店
- ヤマダ電機テックランドNew成田店
- 三越成田（ギフトハウス）
- ドコモショップ成田土屋店
- サイクルベースあさひ成田店
- ユニクロ成田店
- ジーユー成田店
- 西松屋成田土屋店
- スシロー成田店
- びっくりドンキー成田店
- ブロンコビリー成田店

### 公園
全部で3公園整備予定だが、2008年9月現在1公園のみとなっている。
- 土屋吾妻街区公園（0.3ha） - ウイング土屋169番地